# Dejan Dražić
Dejan Dražić, né le 26 septembre 1995 à Vladimirovac en Yougoslavie, est un footballeur serbe. Il évolue au poste d'ailier au Slovan Bratislava.

## Carrière
Dejan Dražić  participe avec la sélection serbe au championnat d'Europe des moins de 19 ans 2014 organisé en Hongrie.
Il rejoint le Celta de Vigo durant l'été 2015.

## Statistiques
| Saison                | Club                  | Championnat           | Championnat | Championnat | Coupe(s) nationale(s) | Coupe(s) nationale(s) | Total | Total |
| Saison                | Club                  | Division              | M.          | B.          | M.                    | B.                    | M.    | B.    |
| 2013-2014             | OFK Belgrade          | SuperLiga             | 23          | 4           | 4                     | 0                     | 27    | 4     |
| 2014-2015             | OFK Belgrade          | SuperLiga             | 26          | 4           | 1                     | 0                     | 27    | 4     |
| 2015-2016             | OFK Belgrade          | SuperLiga             | 3           | 1           | 0                     | 0                     | 3     | 1     |
| Sous-total            | Sous-total            | Sous-total            | 52          | 9           | 5                     | 0                     | 57    | 9     |
| 2015-2016             | Celta de Vigo         | Liga BBVA             | 6           | 0           | 4                     | 1                     | 10    | 1     |
| Sous-total            | Sous-total            | Sous-total            | 6           | 0           | 4                     | 1                     | 10    | 1     |
| Total sur la carrière | Total sur la carrière | Total sur la carrière | 58          | 9           | 9                     | 1                     | 67    | 10    |